# The Morning Call
The Morning Call è un quotidiano statunitense di Allentown in Pennsylvania. È di proprietà della Tribune Company, a cui fanno capo altre pubblicazioni quali il Chicago Tribune, Los Angeles Times e il Baltimore Sun.
The Morning Call è diffuso in nove contee della Pennsylvania orientale e del New Jersey occidentale ed è uno dei quotidiani di più ampia circolazione della Lehigh Valley, la terza regione più popolata della Pennsylvania.